# Ernst Gerber (Politiker)
Ernst Gerber (* 18. April 1904 in Planitz; † 16. März 1976) war ein deutscher kommunistischer Politiker.
Gerber arbeitete nach der Volksschule als Bergmann und war seit 1918 Mitglied der Gewerkschaft. Seit 1920 war er Mitglied und Funktionär des kommunistischen Jugendverbandes und später auch der KPD. Nach der Machtübernahme durch die Nationalsozialisten war Gerber bis 1934 in einem Konzentrationslager im Emsländer Moor gefangen. Nach dem Zweiten Weltkrieg wurde er 1946 Mitglied des ernannten Landtages von Nordrhein-Westfalen. In den ersten beiden regulären Wahlperioden war Gerber über die Landesliste der KPD Mitglied im Düsseldorfer Parlament. Der Landtag wählte ihn zum Mitglied der ersten Bundesversammlung, die 1949 Theodor Heuss zum Bundespräsidenten wählte. Hier war er von 1948 bis 1950 stellvertretender Vorsitzender des Arbeitsausschusses. Außerdem war er Mitglied der Gemeindevertretung von Ahlen und des Kreistages des Kreises Warendorf. Daneben war Gerber auch gewerkschaftlich aktiv. 1947/49 war er Mitglied im Hauptvorstand der IG Bergbau; außerdem war er von 1946 bis 1961 Betriebsratsvorsitzender der Zeche Westfalen in Ahlen und Beisitzer am Arbeitsgericht Hamm.
Nach der Bestandsübersicht seines Nachlasses im Bundesarchiv scheint er nach dem Krieg an der Gründung der Vereinigung der Verfolgten des Naziregimes beteiligt gewesen zu sein. Im Jahr 1965 kandidierte Gerber danach für die Deutsche Friedensunion zum Bundestag, und später war er offenbar Mitglied der DKP.